# 13423 Bobwoolley
13423 Bobwoolley eller 1999 VR22 är en asteroid i huvudbältet som upptäcktes den 13 november 1999 av den amerikanske astronomen Charles W. Juels vid Fountain Hills-observatoriet. Den är uppkallad efter astronomen Robert Woolley.
Asteroiden har en diameter på ungefär 12 kilometer och den tillhör asteroidgruppen Padua.